# Golden Raspberry Awards 2009
De Golden Raspberry Awards 2009 vonden plaats op 6 maart 2010 in Hollywood, ter ere van de slechtste prestaties op het gebied van film in 2009. De nominaties werden in februari 2010 bekendgemaakt.
Dit was de 30e uitreiking van de prijs. Er werden daarom ook prijzen gegeven aan slechtste acteur, actrice en film van het decennium.
Sandra Bullock kwam haar prijs voor slechtste actrice in All About Steve persoonlijk ophalen.

## Genomineerden en winnaars
| Winnaar* |

| Categorie | Winnaar(s) |
| --- | ---------- |
| Slechtste film |            |
| Transformers: Revenge of the Fallen (DreamWorks/Paramount)                                                                                            |            |
| All About Steve (20th Century Fox) |            |
| G.I. Joe: The Rise of Cobra (Paramount/Hasbro) |            |
| Land of the Lost (Universal) |            |
| Old Dogs (Disney) |            |
| Slechtste acteur |            |
| The Jonas Brothers in Jonas Brothers 3D concert experience                                                                                            |            |
| Eddie Murphy in Imagine That |            |
| John Travolta in Old Dogs |            |
| Steve Martin in The Pink Panther 2 |            |
| Will Ferrell in Land of the Lost |            |
| Slechtste actrice |            |
| Sandra Bullock in All About Steve |            |
| Beyoncé in Obsessed |            |
| Megan Fox in Jennifer's Body en Transformers: Revenge of the Fallen                                                                                   |            |
| Miley Cyrus in Hannah Montana: The Movie |            |
| Sarah Jessica Parker in Did You Hear About the Morgans?                                                                                               |            |
| Slechtste mannelijke bijrol |            |
| Billy Ray Cyrus in Hannah Montana: The Movie |            |
| Hugh Hefner in Miss March als zichzelf |            |
| Jorma Taccone in Land of the Lost |            |
| Marlon Wayans in G.I. Joe: The Rise of Cobra |            |
| Robert Pattinson in The Twilight Saga: New Moon |            |
| Slechtste vrouwelijke bijrol |            |
| Sienna Miller in G.I. Joe: The Rise of Cobra |            |
| Ali Larter in Obsessed |            |
| Candice Bergen in Bride Wars |            |
| Julie White in Transformers: Revenge of the Fallen |            |
| Kelly Preston in Old Dogs |            |
| Slechtste schermkoppel |            |
| Sandra Bullock en Bradley Cooper in All About Steve                                                                                                   |            |
| Elke twee (of meer) leden van de Jonas Brothers in Jonas Brothers 3D concert experience                                                               |            |
| Kristen Stewart en ofwel Taylor Lautner of Robert Pattinson in The Twilight Saga: New Moon                                                            |            |
| Shia LaBeouf en ofwel Megan Fox of elke transformer in Transformers: Revenge of the Fallen                                                            |            |
| Will Ferrell en elke gastster, wezen of "comic riff" in Land of the Lost                                                                              |            |
| Slechtste vervolg, remake, prequel of rip-off |            |
| Land of the Lost |            |
| G.I. Joe: The Rise of Cobra |            |
| The Pink Panther 2 |            |
| The Twilight Saga: New Moon |            |
| Transformers: Revenge of the Fallen |            |
| Slechtste regisseur |            |
| Michael Bay voor Transformers: Revenge of the Fallen                                                                                                  |            |
| Brad Silberling voor Land of the Lost |            |
| Phil Traill voor All About Steve |            |
| Stephen Sommers voor G.I. Joe: The Rise of Cobra |            |
| Walt Becker voor Old Dogs |            |
| Slechtste scenario |            |
| Transformers: Revenge of the Fallen (geschreven door Ehren Kruger & Roberto Orci & Alex Kurtzman)                                                     |            |
| All About Steve (written by Kim Barker) |            |
| G.I. Joe: The Rise of Cobra (scenario door Stuart Beattie en David Elliot & Paul Lovett; verhaal door Michael B. Gordon en Beattie & Stephen Sommers) |            |
| Land of the Lost (geschreven door Chris Henchy & Dennis McNicholas)                                                                                   |            |
| The Twilight Saga: New Moon (scenario door Melissa Rosenberg)                                                                                         |            |

### Slechtste van het decennium
| Categorie | Winnaar(s) |
| --- | ---------- |
| Slechtste acteur van het decennium |            |
| Eddie Murphy voor The Adventures of Pluto Nash, I Spy, Imagine That, Meet Dave, Norbit en Showtime                                                                             |            |
| Ben Affleck voor Daredevil, Gigli, Jersey Girl, Paycheck, Pearl Harbor en Surviving Christmas                                                                                  |            |
| John Travolta voor Battlefield Earth, Domestic Disturbance, Lucky Numbers, Old Dogs en Swordfish                                                                               |            |
| Mike Myers voor The Cat in the Hat en The Love Guru |            |
| Rob Schneider voor The Animal, The Benchwarmers, Deuce Bigalow: European Gigolo, Grandma's Boy, The Hot Chick, I Now Pronounce You Chuck and Larry, Little Man en Little Nicky |            |
| Slechtste actrice van het decennium |            |
| Paris Hilton voor The Hottie and the Nottie, House of Wax en Repo! The Genetic Opera                                                                                           |            |
| Jennifer Lopez voor Angel Eyes, Enough, Gigli, Jersey Girl, Maid in Manhattan, Monster-in-Law en The Wedding Planner                                                           |            |
| Lindsay Lohan voor Herbie: Fully Loaded, I Know Who Killed Me en Just My Luck                                                                                                  |            |
| Madonna voor Die Another Day, The Next Best Thing en Swept Away |            |
| Mariah Carey voor Glitter |            |
| Slechtste film van het decennium |            |
| Battlefield Earth (2000, Warner Bros.) ("winnaar" van zeven Gouden Frambozen in 2001.)                                                                                         |            |
| Freddy Got Fingered (2001, 20th Century Fox) ("winnaar" van vijf Gouden Frambozen in 2002.)                                                                                    |            |
| Gigli (2003, Columbia) ("winnaar" van zes Gouden Frambozen in 2004.) |            |
| I Know Who Killed Me (2007, TriStar) ("winnaar" van acht Gouden Frambozen in 2008.)                                                                                            |            |
| Swept Away (2002, Screen Gems) ("winnaar" van vijf Gouden Frambozen in 2003.)                                                                                                  |            |

## Meeste nominaties en gewonnen prijzen

### Nominaties
- 7: Land of the Lost, Transformers: Revenge of the Fallen
- 6: G.I. Joe: The Rise of Cobra
- 5: All About Steve
- 4: Old Dogs, The Twilight Saga: New Moon
- 2: Hannah Montana: The Movie, Jonas Brothers 3D concert experience, Obsessed, The Pink Panther 2
- 1: Bride Wars, Did You Hear About the Morgans?, Imagine That, Jennifer's Body, Miss March

### Winnaars
- 3/7: Transformers: Revenge of the Fallen
- 2/5: All About Steve
- 1/7: Land of the Lost
- 1/6: G.I. Joe: The Rise of Cobra
- 1/2: Hannah Montana: The Movie, Jonas Brothers 3D concert experience

1980 ·
1981 ·
1982 ·
1983 ·
1984 ·
1985 ·
1986 ·
1987 ·
1988 ·
1989 ·
1990 ·
1991 ·
1992 ·
1993 ·
1994 ·
1995 ·
1996 ·
1997 ·
1998 ·
1999 ·
2000 ·
2001 ·
2002 ·
2003 ·
2004 ·
2005 ·
2006 ·
2007 ·
2008 ·
2009 ·
2010 ·
2011 ·
2012 ·
2013 ·
2014 ·
2015 ·
2016 ·
2017 ·
2018 ·
2019 ·
2020 ·
2021 ·
2022 ·
2023 ·
2024